# Carl Weibezahn

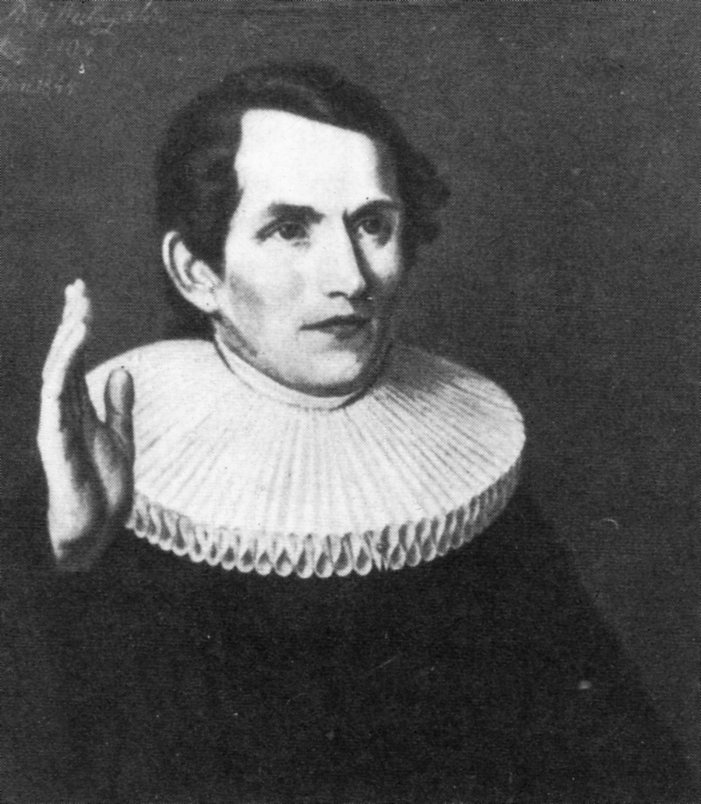
Carl Weibezahn um 1835

 Carl Friedrich August Weibezahn (* 6. August 1804 in Springe; † 20. Juni 1844 in Osnabrück) war lutherischer Erweckungsprediger und Konsistorialrat in Osnabrück.

## Familie
Weibezahn wurde als voreheliches Kind in Springe geboren. Er war verheiratet und hatte mehrere Kinder. Henriette Elisabeth Pauline Wilhelmine „Minette“ (1841–1913) war verheiratet mit dem Göttinger Superintendenten Rudolf Steinmetz (1832–1921). Die Tochter Adolfine Elisabeth Auguste (1836–1916) war seit 1857 verheiratet mit Carl Friedrich Jacobi (1819–1899), Pastor in der Strafanstalt zu Osnabrück (1855–1857), Superintendent in Dannenberg (1876–1888).

## Leben
Nach seiner Gymnasialzeit in Hameln studierte Weibezahn Theologie und Philologie in Göttingen (1822–1825). Daran schloss sich u. a. eine zweijährige Hauslehrertätigkeit in Hannover an, die er aus Gesundheitsgründen aufgeben musste. Im Jahr 1830 wurde er zum dritten Prediger an St. Katharinen in Osnabrück gewählt. Er zählte neben Pastor Georg Christian Gruner (amt. 1825–1876) zur Gründungskommission der 1840 im Gebiet der Katharinengemeinde eröffneten „Kleinkinderschule“, dem ersten Kindergarten der Stadt (überkonfessionell, zweiter Standort seit 1876 in Turnerstraße). Nach dem Tod des Kaufmanns Johann Ludwig Damann († 1822) und des Pfarrers und Superintendenten an der Marienkirche Christoph Carl Mertens (amt. 1805–1830) wurde Weibezahn zudem zur zentralen Figur der Osnabrücker Erweckungsbewegung und gewann entscheidende Bedeutung für das Osnabrücker Missionsleben. Die Gründung der Osnabrücker Missionsgesellschaft für Stadt und Fürstentum im Jahr 1839, deren Sekretär er war, ging auf seine Initiative zurück. Zugleich war er ein früher Vertreter der Inneren Mission; neben der erwähnten Bürger- und Kleinkinderschule sorgte er für die Einrichtung eines weiblichen Armen- und Krankenpflegevereins (1842). Pfingsten 1842 wurde er Mitbegründer der Hannoverschen Pfingstkonferenz. Dem Ruf auf die Pfarrstelle der Gemeinde Unterbarmen folgte er 1842 nicht und wurde dafür ins Osnabrücker Landkonsistorium berufen. 1843 rückte Weibezahn an die zweite Predigerstelle, starb jedoch, 40-jährig, schon im folgenden Jahr. Erwecklich geprägte Pfarrer wie Mertens und Weibezahn oder auch der Anhänger der kirchlich-positiven Richtung Pfarrer Johann Gottlieb Kuno Kranold (amt. 1845–1872) blieben in Osnabrück jedoch die Ausnahme. Weibezahn war der Konfirmator des späteren Abtes von Loccum Gerhard Uhlhorn. Seine Grabstätte befindet sich auf dem Hasefriedhof.